# 多倫多伊頓中心
多倫多伊頓中心（英語：Toronto Eaton Center）是一組位於加拿大安大略省多倫多市中心的商場及辦公室大樓，取名自前鎮場大商戶伊頓百貨。伊頓中心是多倫多人流最旺盛的旅遊景點，每週遊人數目達一百萬人次，有230間商戶、食肆和一個美食廣場，是加拿大東部最大以及全國第三大商場。
伊頓中心東臨央街，南至皇后西街，北至登打士西街，西臨占士街和聖三一廣場，内部亦與多倫多市中心的地底通道網（PATH）相連。多倫多公車局旗下的多倫多地鐵亦於伊頓中心附近設有兩個車站（登打士街站和皇后街站）。伊頓中心的建築群中亦包括三座辦公室大樓，以及懷雅遜大學的管理學院。伊頓中心亦毗鄰多倫多市中心萬豪酒店和哈德遜灣公司的旗艦店。
多倫多市附例禁止大部份零售商戶於法定假期營業，但伊頓中心因被多市政府定為旅遊景點而從此附例豁免，是安大略省内少數可於法定假期營業的商場之一。

## 歷史

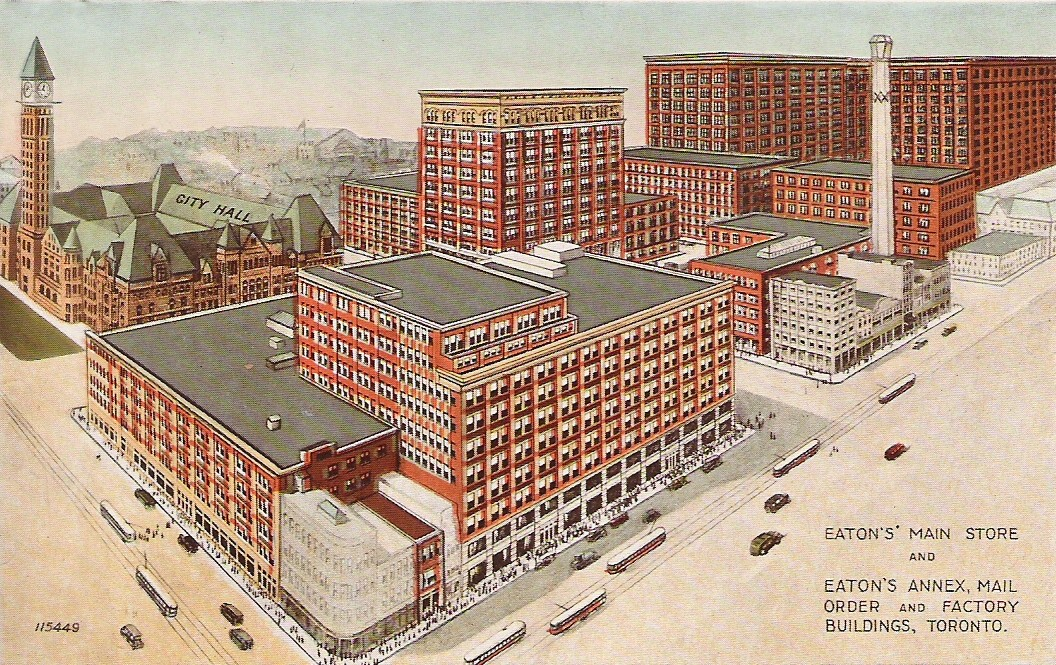
伊頓集團位於央街和皇后西街交界的物業（1920年）

蒂莫西·伊頓於1869年購入多倫多央街上一家乾貨店，而該店逐漸演變成全加拿大最大規模的連鎖零售商：伊頓百貨。時至20世紀，伊頓集團已持有多倫多市中心内被央街、皇后西街、登打士西街和卑街包圍地段内的大部份土地。隨著集團的貨倉和其他支援部門於1960年代陸續遷至市郊地價較低的地段，集團希望可以更有效地利用其市中心矜貴地皮。集團亦希望興建一座新的大型旗艦店以取代其位於央街和皇后西街交界的總店，以及位於央街和書院街交界的分店。
伊頓集團遂於1960年代中宣佈計劃興建一組辦公室大樓及商場。早期計劃並包括拆卸舊市政廳和聖三一教堂，引起民衆激烈反對，而整個計劃亦於1967年擱置。集團於1971年重提計劃，並將之修改以保留舊市政廳。經過聖三一教堂的會衆屢次抗議後，教堂亦被加入保留之列。計劃經過一連串修改後，商場南端（即靠近皇后西街的一端）面積大為縮小，不足以容納伊頓百貨的新總店，所以伊頓新總店向北調往商場靠近登打士西街的一端，而辦公大樓的規模也被縮小。

## 工程

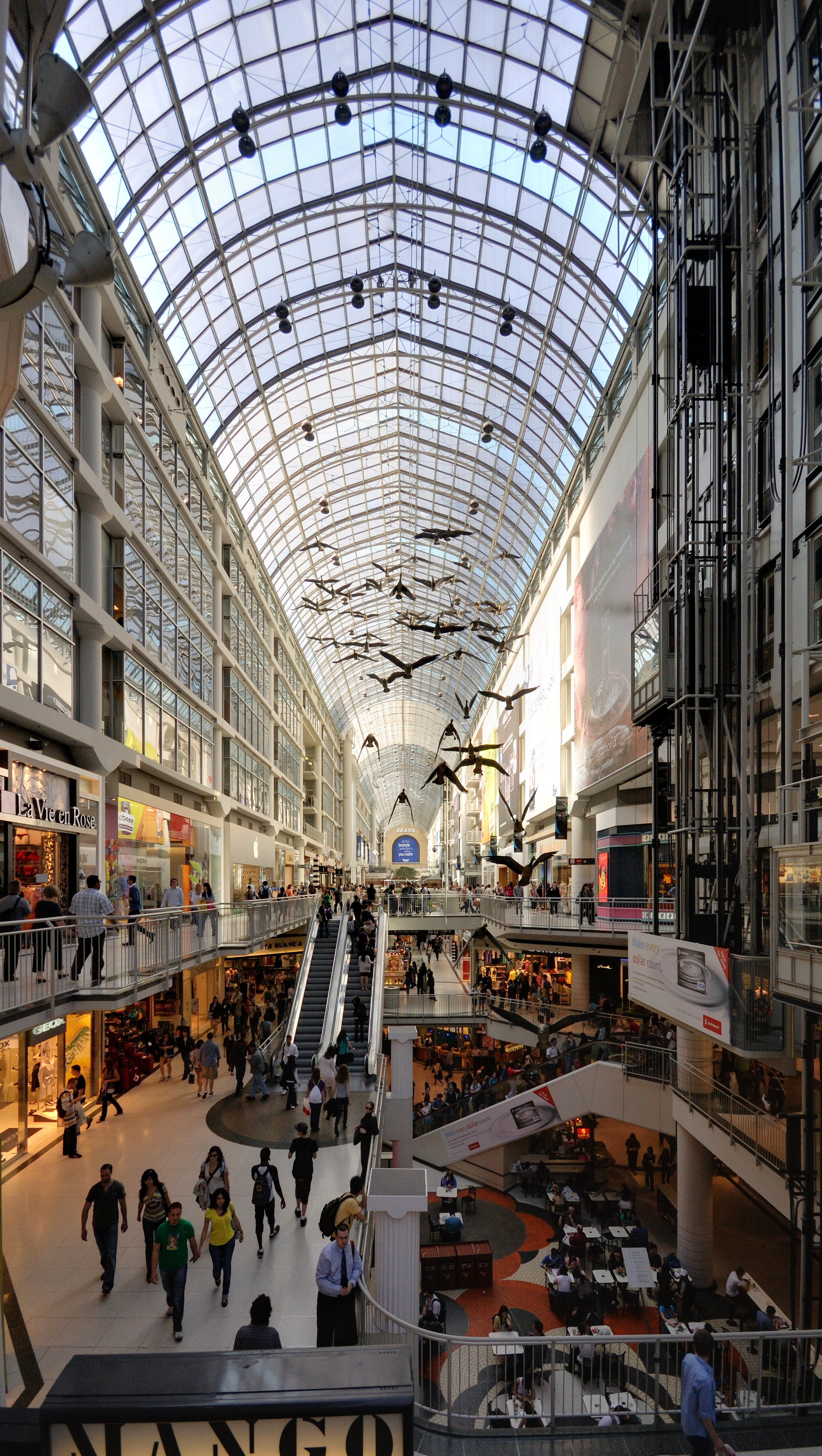
伊頓中心内部 (2009年)

伊頓中心是由伊頓集團聯同發展商卡迪拉錦繡集團（Cadillac Fairview）與多倫多道明銀行合夥興建，由Eberhard Zeidler和B+H Architects設計。商場的設計是由意大利米蘭的維托里奧·埃馬努埃萊二世廣場所啓發。伊頓中心的内部設計於當年被視為非常創新，並對北美其他新商場的設計有一定程度的影響。
伊頓中心第一期，包括樓高九層、總面積達100,000平房米的伊頓旗艦店於1977年開幕。伊頓位於央街和皇后西街交界的舊店隨後被拆卸及改建成商場的南端，並於1979年開幕。
伊頓中心的原外牆設計多年來備受衆多城市規劃師所批評。建築群的焦點集中於内部，而面對街道的商鋪、窗戶甚至商場入口則少之又少。在央街上的途人望向建築群時，只看到一大幅停車場外牆。而當年在大多倫多市政府堅持下，建築群與央街之間隔了好一段距離，以便政府日後擴濶央街，但此計劃卻不了了之，令建築群與央街之間的互動關係被進一步削弱。
建築群中的辦公室大樓在15年間陸續落成，如下：
- 樓高29層的登打士西街1號於1977年落成，由B+H Architects及Eberhard Zeidler（英语：Eberhard Zeidler (architect)）設計；
- 樓高36層的卡迪拉錦繡大樓於1982年落成，同樣由Bregman + Hamann Architects及Zeidler Partnership Architects設計；
- 樓高35層的央街250號（前稱伊頓大樓）於1992年落成，由Zeidler Partnership Architects及Crang & Boake設計。

整個計劃雖然飽受爭議及批評，但伊頓中心的成就很快便有目共睹，亦引致國内其他城市爭相模仿，各自興建自己的伊頓中心。商場所帶來的豐厚利潤相信亦為飽受財務問題困擾的伊頓集團維生近20年，直至集團於1999年宣佈破產為止。時至今日，伊頓中心是北美最頂尖的購物點之一，亦是多倫多最熱門的旅遊點。

## 近況
伊頓集團申請破產後，其位於商場北端的百貨公司鋪位由西爾斯百貨接管。該鋪位的面積超過81萬平房英尺，目前是西爾斯集團全球最大的鋪位，但鋪位最高2層現時已被封閉，最低2層則被改成商場鋪位。建築群沿用伊頓中心的名稱，表達對蒂莫西·伊頓的敬意。
2010年，商場東主卡迪拉錦繡集團宣佈斥資1億2000萬元改建伊頓中心，包括重鋪地面、改善及擴建洗手間設施、以及改善照明系統。此外，商場原有兩個美食廣場中，位於大樓南端地庫的被關閉，而位於大樓中部地庫的則進行擴建。擴建後的大樓中部地庫美食廣場於2011年末重開，並摒棄一貫美食廣場作風，大致停用用完即棄的餐具並改用陶瓷餐具和塑膠杯。
2012年6月2日，伊頓中心美食廣場發生槍擊案，七人中槍，當中一人即場死亡，另一人則延至同月11日不治。多倫多警方表示槍手與案中兩名死者均有幫派背景，並相信來自同一幫派，是次槍擊案相信涉及私人恩怨，其餘傷者則為被流彈擊中的途人。疑犯於同月4日向警方自首，被控以一項一級謀殺罪及六項企圖謀殺罪，第二名死者去世後其中一項企圖謀殺罪則改為一級謀殺罪。

## 外部連結
- 多倫多伊頓中心網站（页面存档备份，存于）